# تاکی اینوئه

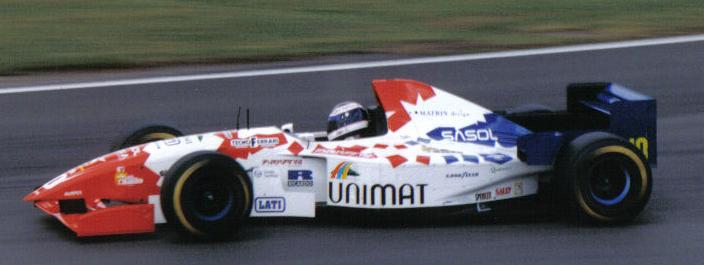
خودروی تاکی اینوئه در مسابقات ۱۹۹۵ بریتانیا

تاکی اینوئه (انگلیسی: Taki Inoue؛ زاده ۵ سپتامبر ۱۹۶۳) اتوموبیل‌ران فرمول ۱ اهل ژاپن است.